# Irène Tunc
Irène Tunc (Lyon, Rhône, 1935. szeptember 25. – Versailles, 1972. január 16.) francia színésznő és modell, a1954-es Miss Franciaország szépségverseny győztese.  
1955 és 1971 között 35 filmben és televíziós műsorban szerepelt. 1965-től 1972-es haláláig Alain Cavalier francia filmrendező felesége volt. Halálát autóbaleset okozta.

## Fontosabb filmjei
| Év   | Cím                                                                 | Szerep                   | Megjegyzés/szinkronhang    |
| ---- | ------------------------------------------------------------------- | ------------------------ | -------------------------- |
| 1954 | Camilla                                                             | Donatella                | Első filmes szerepe        |
| 1955 | Bravissimo                                                          | Dominique                |                            |
| 1957 | Lazzarella                                                          | Brigitte Clermont        |                            |
| 1957 | Egy párizsi nő (Une parisienne)                                     | Michel Legrand szeretője |                            |
| 1958 | Paris Holiday                                                       |                          |                            |
| 1959 | Az elátkozott kastély lovagja (Il cavaliere del castello maledetto) | Marchesa Fiamma          |                            |
| 1959 | Kátya (Katia)                                                       | csinos nő                |                            |
| 1961 | Léon Morin, prêtre                                                  | Christine Sangredin      |                            |
| 1967 | Kalandorok Les aventuriers                                          | Kyobaski titkárnője      | Magyar hangja: Jani Ildikó |
| 1967 | Élni az életért (Vivre pour vivre)                                  | Amish apa                | Mireille                   |
| 1968 | Szeretlek, szeretlek (Je t'aime, je t'aime)                         | Marcelle Hannecart       |                            |
| 1969 | Szívdobbanás La chamade                                             | Diane                    |                            |
| 1971 | Két angol lány és a kontinens Les deux Anglaises et le continent    | Ruta                     | Magyar hangja: Létay Dóra  |

## Fordítás
- Ez a szócikk részben vagy egészben  az   Irène Tunc című angol Wikipédia-szócikk fordításán alapul.  Az eredeti cikk szerkesztőit annak laptörténete sorolja fel. Ez a jelzés csupán a megfogalmazás eredetét és a szerzői jogokat jelzi, nem szolgál a cikkben szereplő információk forrásmegjelöléseként.